# یواس‌اس کاد (اس‌اس-۲۲۴)
یواس‌اس کاد (اس‌اس-۲۲۴) (به انگلیسی: USS Cod (SS-224)) یک زیردریایی بود که طول آن ۳۱۱ فوت ۹ اینچ (۹۵٫۰۲ متر) بود. این زیردریایی در سال ۱۹۴۳ ساخته شد.